# Vantage Point
Vantage Point (tựa tiếng Việt: "Điểm mấu chốt" hay "Mục tiêu tối thượng") là một bộ phim chính trị, hành động của Mỹ năm 2008 của đạo diễn Pete Travis, được chuyển thể từ kịch bản của Barry L. Levy. Câu chuyện tập trung vào một vụ ám sát nhằm vào Tổng thống Hoa Kỳ, được mô tả từ nhiều góc nhìn một sự kiện xảy ra của các nhân vật khác nhau. Với các diễn viên Dennis Quaid, Matthew Fox, Forest Whitaker, William Hurt và Sigourney Weaver. Bộ phim thường được so sánh không thuận lợi, với Rashōmon (phim) của Akira Kurosawa, nó cũng kể một câu chuyện xảy ra qua các sự chứng kiến. Rashomon sử dụng nhiều quan điểm để đặt câu hỏi về khả năng xảy ra "sự thật", trong một quá trình được gọi là "hiệu ứng Rashomon", ngược lại, Vantage Point kể lại một loạt sự kiện được tái diễn từ những quan điểm và góc nhìn khác nhau để người xem tự có kết luận sự "chân thật" những gì đã xảy ra. Vantage Point cũng giúp khán giả khám phá sự hình thành các vụ bắt cóc, ám sát và khủng bố.